# 하계정
하계정(霞溪亭)은 경상북도 안동시 도산면 토계리에 있다. 2010년 3월 12일 안동시의 문화유산 제54호로 지정되었다.